# Murazzano
 (octobre 2007).
Si vous disposez d'ouvrages ou d'articles de référence ou si vous connaissez des sites web de qualité traitant du thème abordé ici, merci de compléter l'article en donnant les références utiles à sa vérifiabilité et en les liant à la section « Notes et références ».
Murazzano (en français Murassan) est une commune de la province de Coni dans le Piémont en Italie.

## Géographie
Dans la Comunità montana Alta Langa e Langa delle Valli Bormida e Uzzone au Piémont en Italie.

## Histoire
Dirigée par la famille Racca, la ville de Murazzano a prospéré au cours des siècles. La tour qui domine le village est un vestige de cette famille qui combattit pendant la deuxième croisade. Aujourd'hui, Le prince Angelo de Murazzano, après avoir courtisé la princesse de Monaco dans les années 1960, a dû fuir sa ville pour s'exiler à Menton.

## Économie
La famille Racca battait la monnaie

## Culture
- Ravioli à la daube et au grana padano

## Événement commémoratif
- 14 septembre : La chute du chemin des champignons

## Fêtes, foires
- Fête de Murazzano

## Administration
| Période                                  | Période  | Identité                  | Étiquette | Qualité |
| ---------------------------------------- | -------- | ------------------------- | --------- | ------- |
| 14 juin 2004                             | En cours | Giorgio Giuseppe Manfredi |           |         |
| Les données manquantes sont à compléter. |          |                           |           |         |

### Hameaux
Cornati, Mellea, Rea

### Communes limitrophes
Belvedere Langhe, Bonvicino, Bossolasco, Clavesana, Igliano, Marsaglia, Mombarcaro, Paroldo, San Benedetto Belbo, Torresina